# Дубински риболов
Дубински риболов је уз пецање на пловак најзаступљенија техника риболова код нас. Најчешће се примењује на брзим водотоцима, због немогућности другачије презентације, као и када пецамо на великој удаљености од обале, недоступној другим техникама. Дубинским риболовом хватају се рибе које живе и хране се на дну, или при дну.
У ту групу спадају биљоједне врсте, шаран, бабушка, деверика и друге врсте беле рибе, сваштоједи попут кечиге и мрене, али и грабљивице као што су штука, смуђ и сом. Практично свака врста рибе може се ловити овим методом у одређеном делу године, и одређеним временским условима.

## Отежање
Најчешца грешка код дубинског риболова је постављање претешког или превише лаког оловног отежања. Уколико је олово превише лако водени ток ће га повлачити или котрљати по дну (што је видљиво по померању врха штапа слично удару рибе само мање енергично) што онемогућава како контролу активности рибе, и може доћи до његовог качења за неку подводну препреку. Уколико је олово превише тешко, смањићемо осетљивост штапа, па тиме и теже приметити активност рибе.

## Штап и чекрк
При дубинском риболову избор дужине и акције штапа зависи како од рибе, тако и од услова воде на којој се пеца. Уколико се лови ситна бела и слична риба, потребан је осетљивији штап дужине 2,5 m до 3,6 m (у зависности од приобалног растиња, како би се могло неометано забацити, а исто тако извући риба) тежине бацања 20-60 г, опет у зависности од тежине олова која се користити. Довољно је да машиница може да прими 100 m најлона 0,15-0,35 mm.
Уколико се пеца крупнија риба, попут шарана или сома, потребно је користити значајно јачи прибор, као што су пуни дводелне штапови 2,7-3,3 m тежине бацања и до 150 g, крупна машиница капацитета и до 200 m најлона 0,35-0,60 mm. Олово се прилагођава условима на води, а удице риби коју се очекује. Уколико се лове биљоједне врсте врло је ефикасно да се користите хранилице уместо олова, како би лаганим отпуштањем хране привукле рибу са веће удаљености.

## Монтирање система
Удица се монтира у зависности од услова на води. Уколико има доста порводних препрека, као што су каменити терени, или уколико се лови на живу рибу најбоље је монтирати је на 30-40 cm изнад олова, док при лову на чистијим теренима, треба монтирати испод удице, како би мамац лежао на дну. Неки риболовци често лове са две удице на систему, једном изнад и једном изпод олова, што је често врло практично, јер нам даје могућност да се понуде различи мамци и на различитим дубинама, како би се видело за шта је тренутно риба најрасположенија. Ипак, овакав систем доводи до честих качења за подводне препреке и, самим тим, губљења система и улова.